# X-Men '97
X-Men '97 (2024) – amerykański serial animowany opowiadający o przygodach ludzi, posiadających gen X, dający im nadludzką moc.

## Fabuła
X-Men '97 kontynuuje historię X-Men (1992–1997). W obu serialach mutantami są ludzie urodzeni z nadludzkimi zdolnościami, które zazwyczaj ujawniają się w okresie dojrzewania. X-Men to drużyna mutantów-superbohaterów założona przez profesora Charlesa Xaviera w celu ochrony zarówno mutantów, jak i ludzi. Pod koniec X-Men, Xavier prawie ginie w próbie zamachu i zostaje zabrany w kosmos, aby zostać uzdrowionym przez obce Imperium Shi'ar . X-Men '97 rozpoczyna się rok później i X-Men stawiają czoła nowym wyzwaniom bez Xaviera, pod przywództwem swojego byłego przeciwnika, Magneta. Podobnie jak w oryginalnej serii, X-Men '97 łączy akcję, dramat w stylu opery mydlanej i eksplorację poważnych tematów.

## Obsada głosowa
- Ray Chase – Cyklop / Scott Summers
- Jennifer Hale –
  - Jean Grey,
  - Madeline Pryor / Królowa Goblinów
- Alison Sealy-Smith –
  - Sztorm / Ororo Munroe,
  - Adwersarz
- Cal Dodd – Wolverine / Logan
- J. P. Karliak –
  - Morph / Kevin Sydney,
  - różne role
- Lenore Zann – Ruda
- George Buza – dr Hank McCoy / Bestia
- A.J. LoCascio –
  - Gambit / Remy LeBeau,
  - różne role
- Chris Potter – Cable / Nathan Summers
- Holly Chou – Jubilee / Jubilation Lee
- Isaac Robinson-Smith – Lucas Bishop
- Matthew Waterson –
  - Magneto / Erik Lehnsherr,
  - różne role
- Ross Marquand –
  - prof. Charles Xavier / Profesor X,
  - Apokalips / En Sabah Nur
- Gil Birmingham – Forge
- Adrian Hough – Nocny Łowca / Kurt Wagner
- Ron Rubin – prezydent USA Robert Kelly
- Gui Agustini – Sunspot / Roberto da Costa
- Christopher Britton – Pan Sinister / dr Nathaniel Essex
- Theo James – Bastion / Sebastion Gilberti
- Lawrence Bayne – Egzekutor / Carl Denti,
- Gavin Hammon –
  - dr Bolivar Trask,
  - Lord Araki
- Eric Bauza –
  - Master Mold,
  - Strażnicy
  - różne role
- Todd Haberkorn –
  - Henry Peter Gyrich,
  - różne role
- Catherine Disher – Val Cooper
- Donna Jay Fulks –
  - Trish Tilby,
  - różne role
- Morla Gorrondonna – księżniczka Lilandra Neramani
- Cari Kabinoff – Cal'syee Neramani / Deathbird
- Martha Marion –
  - Emma Frost,
  - Moira MacTaggert
- Courtenay Taylor –
  - Callisto,
  - różne role
- David Errigo Jr. –
  - Leech,
  - Banshee / Sean Cassidy,
  - różne role

### Polski dubbing
- Robert Czebotar – Cyklop / Scott Summers
- Ewa Prus –
  - Jean Grey,
  - Madeline Pryor / Królowa Goblinów,
- Anna Chitro – Sztorm / Ororo Munroe
- Szymon Kuśmider – Wolverine / Logan
- Maciej Maciejewski – Morph / Kevin Sydney
- Agata Gawrońska – Ruda
- Włodzimierz Matuszak – Bestia / dr Hank McCoy
- Norbert Kaczorowski – Gambit / Remy LeBeau,
- Gabriela Arak – Jubilee / Jubilation Lee
- Adam Bauman – Lucas Bishop
- Stanisław Biczysko – Profesor X / Charles Xavier
- Przemysław Bluszcz – Magneto / Erik Lehnsherr
- Filip Orliński – Sunspot / Roberto da Costa
- Grzegorz Wons – Forge
- Grzegorz Pawlak – Cable / Nathan Summers
- Mateusz Weber – Nocny Łowca / Kurt Wagner
- Robert Tondera – prezydent USA Robert Kelly
- Ryszard Olesiński – Pan Sinister / dr Nathaniel Essex
- Tomasz Borkowski – Bastion / Sebastion Gilberti
- Jakub Szydłowski – Egzekutor / Carl Denti
- Wojciech Machnicki – dr Bolivar Trask
- Dariusz Odija –
  - Master Mold,
  - Strażnicy,
  - różne role
- Janusz Wituch – Henry Peter Gyrich
- Beata Olga Kowalska – Val Cooper
- Adrianna Izydorczyk – Trish Trilby
- Izabela Dąbrowska – cesarzowa Lilandra Neramani
- Anna Gajewska – Cal'syee Neramani / Deathbird
- Włodzimierz Press – Lord Araki
- Michał Sitarski – Apokalips / En Sabah Nur
- Klementyna Umer – Moira MacTaggert
- Agnieszka Kunikowska – Callisto
- Łukasz Lewandowski – Leech
- Leszek Zduń – Banshee / Sean Cassidy
- Katarzyna Anzorge – Emma Frost
- Olga Miłaszewska – Adwersarz

Źródła:

## Spis odcinków
| N/o            | Data       | Polski tytuł                       | Angielski tytuł          |
| -------------- | ---------- | ---------------------------------- | ------------------------ |
|                |            |                                    |                          |
| SERIA PIERWSZA |            |                                    |                          |
|                |            |                                    |                          |
| 01             | 20.03.2024 | Do mnie, moi X-Meni                | To Me, My X-Men          |
| 02             | 20.03.2024 | Wyzwolenie mutantów: Początek      | Mutant Liberation Begins |
|                |            |                                    |                          |
| 03             | 27.03.2024 | Ogień stał się ciałem              | Fire Made Flesh          |
|                |            |                                    |                          |
| 04             | 03.04.2024 | Motendo                            | Motendo                  |
| 04             | 03.04.2024 | Między życiem a śmiercią – Część 1 | Lifedeath – Part 1       |
|                |            |                                    |                          |
| 05             | 10.04.2024 | Wspomnień czar                     | Remember It              |
|                |            |                                    |                          |
| 06             | 17.04.2024 | Między życiem a śmiercią – Część 2 | Lifedeath – Part 2       |
|                |            |                                    |                          |
| 07             | 24.04.2024 | Jasne spojrzenie                   | Bright Eyes              |
|                |            |                                    |                          |
| 08             | 01.05.2024 | Tolerancja znaczy zagłada          | Tolerance Is Extinction  |
|                |            | Tolerancja znaczy zagłada          | Tolerance Is Extinction  |
| 09             | 08.05.2024 | Tolerancja znaczy zagłada          | Tolerance Is Extinction  |
|                |            | Tolerancja znaczy zagłada          | Tolerance Is Extinction  |
| 10             | 15.05.2024 | Tolerancja znaczy zagłada          | Tolerance Is Extinction  |
|                |            |                                    |                          |

## Produkcja
Larry Houston, producent i reżyser X-Men (1992–1997), powiedział w czerwcu 2019, że on i zespół kreatywny tamtego serilu omawiali potencjalne wznowienie z The Walt Disney Company. Chcieli kontynuować historię od momentu, w którym zakończył się oryginalny serial. Spółka zależna Disneya, Marvel Studios, opracowywała swój pierwszy serial animowany, A gdyby...? (2021–2024), a dyrektorzy zaczęli dyskutować, jaki mógłby być ich kolejny projekt animowany. Pierwszym rozważanym pomysłem było wznowienie X-Men, co zasugerował Brad Winderbaum. Szef streamingu, telewizji i animacji w Marvel Studios, Winderbaum był fanem serialu i powiedział, że kilku filmowców, którzy spotkali się w przeszłości z Marvel Studios, wskazało X-Men jako punkt odniesienia. W listopadzie 2020 Beau DeMayo został poproszony o przedstawienie propozycji wznowienia po pracy jako scenarzysta miniserialu aktorskiego Marvel Studios Moon Knight (2022) przeznaczonego na platformę Disney+. Jeff Trammell również przedstawił propozycję wznowienia, ale jego chęć stworzenia oryginalnej historii, a nie bezpośredniej kontynuacji z X-Men, skłoniła Marvel Studios do zasugerowania, aby zamiast tego przedstawił propozycję ich animowanego serialu o Spider-Manie, Your Friendly Neighborhood Spider-Man (2025–nadal).
W listopadzie 2021 ogłoszono, iż wznowienie i kontynuacja będzie nosić tytuł X-Men '97. Dana Vasquez-Eberhardt, wiceprezes ds. animacji w Marvel Studios, powiedziała, że wiele osób zaangażowanych w wznowienie było fanami serialu z lat 90. i „dokładnie wiedziało”, jaka powinna być kontynuacja. DeMayo został ogłoszony głównym scenarzystą i producentem wykonawczym, z Jake'iem Castoreną jako reżyserem nadzorującym i Charleyem Feldmanem jako producentem nadzorującym.
Houston i twórcy oryginalnego serialu, Eric i Julia Lewald, konsultowali się w sprawie wznowienia,   pomagając w przypadku pojawienia się „czerwonych flag” i sugerując rzeczy, które chcieliby zobaczyć.  Krótko po rozpoczęciu rozwoju wznowionego serialu skontaktował się z nimi Winderbaum i byli podekscytowani, że Marvel zdecydował się na bezpośrednią kontynuację ich serii.
Serial jest pierwszym projektem X-Men od Marvel Studios odkąd odzyskali prawa filmowe i telewizyjne do postaci od 20th Century Fox, co wywarło dodatkową presję na DeMayo, aby projekt został dobrze zrealizowany. Podczas rozwoju projektu, prezes Marvel Studios, Kevin Feige rozważał zintegrowanie serialu z  Marvel Cinematic Universe podczas rozwoju. Jednak zamiast tego X-Men '97 ,wzorem poprzednika, dział się w tym samym uniwersum co inne wydane w latach 90. XX wieku animowane seriale na podst. komiksów Marvel Comics, tj. Iron Man (1994–1996), Fantastyczna Czwórka (1994–1996), Spider-Man (1994–1998), Incredible Hulk (1996–97) i Srebrny Surfer (1998).  Winderbaum powiedział, że X-Men '97 będzie kontynuował tradycję oryginalnej serii, polegającą na pojawianiu się epizodycznych postaci z w/w seriali.
Praca nad drugim sezonem rozpoczęła się w lipcu 2022, a pisanie jego finału rozpoczęło się w lipcu 2023. Conley i Yonemura powrócili jako reżyserzy sezonu. Do marca 2024 DeMayo zakończył pisanie drugiego sezonu i zaczął omawiać pomysły na potencjalny trzeci sezon, gdy został zwolniony przez Marvel Studios tuż przed premierą serialu. Nie brał udziału w dalszej promocji serialu i przegapił premierę na czerwonym dywanie, co według The Hollywood Reporter było nietypowe dla kogoś pracującego nad projektem Marvel Studios, „nawet jeśli zostali odsunięci na bok” lub zastąpieni przez innych twórców. Marvel poinformował, że DeMayo został zwolniony po dochodzeniu, które doprowadziło do „rażących” ustaleń, które rzekomo dotyczyły molestowania seksualnego. DeMayo zaprzeczył oskarżeniom i oskarżył członków ekipy oraz kierownictwo Marvela o „rażące, krzywdzące wykroczenie” wobec niego, twierdząc, że inni wykorzystywali jego tożsamość jako czarnoskórego geja, aby podważyć jego pracę. Wymienił szereg obaw dotyczących ekipy i kierownictwa pracujących nad serialem, a także zasugerował, że jego rola w drugim sezonie była „agresywnie marginalizowana” przed zwolnieniem z powodu obaw, które wyraził odnośnie kultury pracy w filmie Marvela Blade, będącym w fazie produkcji, podczas pracy nad tym projektem. Porozumienie zawarte po odejściu DeMayo pozwoliło mu nadal tweetować o serialu. Winderbaum pochwalił pracę DeMayo nad serialem i powiedział, że jego odejście nie wpłynie negatywnie na pracę nad trzecim sezonem, który był w fazie rozwoju pod koniec miesiąca i był na dobrej drodze do dotrzymania harmonogramu produkcji.  